# چشم‌سفید هلیای عینک‌زرد
چشم‌سفید هلیای عینک‌زرد (نام علمی: Heleia wallacei) که با نام چشم‌سفید حلقه‌زرد نیز شناخته می‌شود گونه‌ای پرنده از تیرهٔ چشم‌سفیدان است که در جزایر سوندای کوچک یافت می‌شود.
زیستگاه طبیعی آن جنگل‌های جلگه‌ای جلگه‌ای نیمه‌گرمسیری یا گرمسیری است.